# Chapelle (Broye)

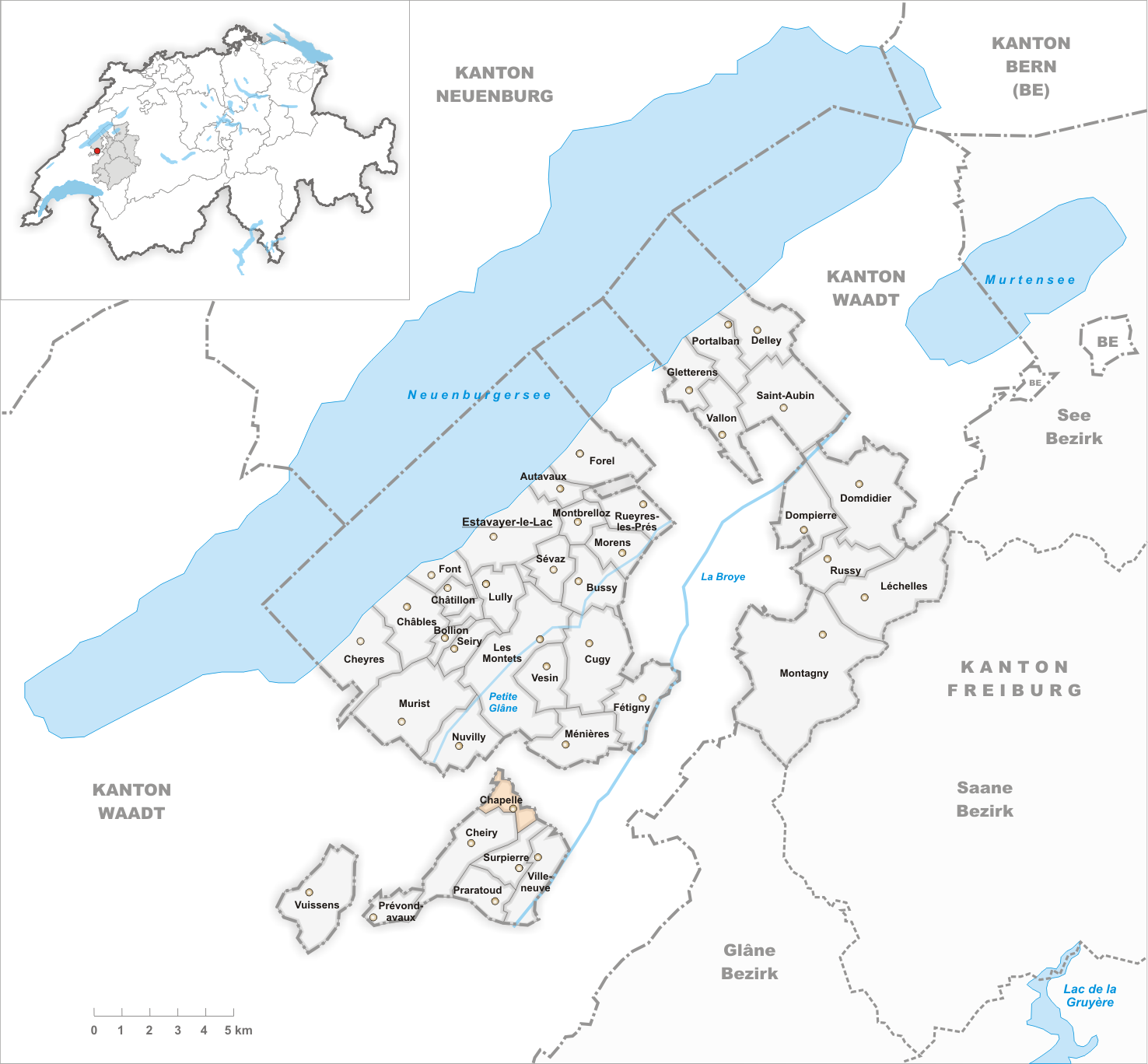
Gemeindestand vor der Fusion am 1. Januar 2005

Chapelle (Broye) (Freiburger Patois Tsapalaⓘ) ist eine Ortschaft und früher selbständige politische Gemeinde im Distrikt Broye des Kantons Freiburg in der Schweiz. Bis 1953 hiess die Gemeinde offiziell Chapelle-près-Surpierre. Am 1. Januar 2005 wurde Chapelle (Broye) nach Cheiry eingemeindet, seit dem 1. Januar 2021 gehört das Dorf zur Gemeinde Surpierre.

## Geographie
Chapelle (Broye) liegt auf 622 m ü. M., 2,5 km nordnordöstlich von Cheiry und 8 km südwestlich von Payerne (Luftlinie) in der freiburgischen Exklave Surpierre. Das kleine Bauerndorf erstreckt sich auf der Geländeterrasse Fin de la Golâ an aussichtsreicher Lage am Ostabhang des Bois d'Aclex hoch über dem Tal der Lembe, im Molassehügelland des westlichen Freiburger Mittellandes. Die ehemalige Gemeindefläche betrug rund 2,1 km². Das Gebiet umfasste einen Abschnitt des Lembetals, reichte im Norden über den Hang von Chapelle bis an den Waldrand des Bois d'Aclex (bis 680 m ü. M.), im Süden auf den Höhenzug zwischen den Tälern der Lembe und der Broye.

## Bevölkerung
Mit 69 Einwohnern (2002) zählte Chapelle (Broye) vor der Fusion zu den kleinsten Gemeinden des Kantons Freiburg. Im Jahr 1831 hatte die Gemeinde noch 129 Einwohner. Zu Chapelle (Broye) gehören auch die Weiler Coumin-Dessous (520 m ü. M.) an der Lembe und Coumin-Dessus (558 m ü. M.) auf einer Terrasse an der südlichen Talflanke der Lembe sowie einige Einzelhöfe.
Einwohnerzahlen: Volkszählungsdaten

## Wirtschaft
Chapelle (Broye) lebt noch heute von der Landwirtschaft, insbesondere vom Ackerbau, dem Anbau von Tabak, von der Milchwirtschaft und der Viehzucht. Unterhalb des Dorfes wird eine Kiesgrube ausgebeutet.

## Verkehr
Der Ort liegt abseits der grösseren Durchgangsstrassen. Durch den Postautokurs, der von Payerne nach Combremont-le-Petit verkehrt, ist Chapelle (Broye) an das Netz des öffentlichen Verkehrs angebunden.

## Geschichte
Die erste urkundliche Erwähnung des Ortes erfolgte 1363 unter dem Namen Cappella. Seit dem Mittelalter unterstand Chapelle (Broye) der Herrschaft Surpierre. Mit dieser kam das Dorf am 21. Februar 1536 an Bern und am 1. März 1536 unter die Herrschaft von Freiburg, wobei es der Vogtei Surpierre zugeordnet wurde. Nach dem Zusammenbruch des Ancien Régime (1798) gehörte Chapelle (Broye) während der Helvetik bis 1803 zum Bezirk Estavayer und danach zum Bezirk Surpierre, bevor es 1848 in den Bezirk Broye eingegliedert wurde.
Im Rahmen der seit 2000 vom Kanton Freiburg geförderten Gemeindefusionen wurde Chapelle (Broye) mit Wirkung auf den 1. Januar 2005 nach Cheiry eingemeindet.

## Sehenswürdigkeiten
Die Kapelle von Chapelle (Broye) stammt aus dem 17. Jahrhundert. Im Ort sind einige charakteristische Bauernhäuser aus dem 17. bis 19. Jahrhundert erhalten.